# Episodi di iCarly (serie televisiva 2021) (prima stagione)
La prima stagione della serie televisiva iCarly, composta da tredici episodi,  è stata pubblicata negli Stati Uniti sul servizio di streaming on demand Paramount+ dal 17 giugno al 26 agosto 2021.
In Italia la stagione è stata pubblicata sempre su Paramount+ il 15 settembre 2022.
| nº | Titolo originale               | Titolo italiano     | Pubblicazione USA | Pubblicazione Italia |
| -- | ------------------------------ | ------------------- | ----------------- | -------------------- |
| 1  | iStart Over                    | Si ricomincia!      | 17 giugno 2021    | 15 settembre 2022    |
| 2  | iHate Carly                    | IoOdioCarly57       | 17 giugno 2021    | 15 settembre 2022    |
| 3  | iFauxpologize                  | Finte scuse         | 17 giugno 2021    | 15 settembre 2022    |
| 4  | iGot Your Back                 | L'abito perfetto    | 24 giugno 2021    | 15 settembre 2022    |
| 5  | iRobot Wedding                 | La sposa robot      | 1º luglio 2021    | 15 settembre 2022    |
| 6  | i'M Cursed                     | La maledizione      | 8 luglio 2021     | 15 settembre 2022    |
| 7  | iNeed Space                    | Mi serve spazio     | 15 luglio 2021    | 15 settembre 2022    |
| 8  | iLove Gwen                     | Il ritorno di Gwen  | 22 luglio 2021    | 15 settembre 2022    |
| 9  | iMLM                           | Sabbia negli occhi  | 29 luglio 2021    | 15 settembre 2022    |
| 10 | iTake a Girls' Trip            | Viaggio tra ragazze | 5 agosto 2021     | 15 settembre 2022    |
| 11 | iCan Fix it Myself             | Auto-riparazioni    | 12 agosto 2021    | 15 settembre 2022    |
| 12 | iThrow a Flawless Dinner Party | Cena con la nonna   | 19 agosto 2021    | 15 settembre 2022    |
| 13 | iReturn to Webicon             | Il nuovo Webicon    | 26 agosto 2021    | 15 settembre 2022    |

## Si ricomincia!
- Titolo originale: iStart Over
- Diretto da: Phill Lewis
- Scritto da: Ali Schouten & Jay Kogen

### Trama
Carly è tornata a Seattle e vive nello stesso edificio con la sua nuova amica, Harper. Spencer è diventato ricco dopo aver creato accidentalmente una scultura stimolante. Dopo il suo secondo divorzio e una start-up tecnologica fallita, Freddie è tornato a vivere con sua madre con la figliastra adottiva, Millicent. Carly si aspetta che il suo ragazzo le chieda di iniziare un webshow con lei, ma è devastata quando lui la lascia. Dopo essere caduta in depressione, tenta di vendicarsi del suo ex avviando il suo webshow; Freddie le suggerisce di far rivivere iCarly. Mentre Sam viaggia con una banda di motociclisti chiamata Obliterators, diventa l'unica conduttrice di iCarly e riavvia il webshow, ma per adulti e riceve recensioni entusiastiche e un alto numero di spettatori.

## IoOdioCarly57
- Titolo originale: iHate Carly
- Diretto da: Jean Sagal
- Scritto da: Steve Armogida & Jim Armogida

### Trama
Durante il tentativo di rintracciare l'identità di uno dei suoi nemici, Carly esce con un uomo che presumibilmente non ha mai visto il suo webshow, ma è inorridita nell'apprendere che in realtà è uno stalker e l'hater di iCarly in questione.  Nel frattempo, Spencer si acceca accidentalmente con uno spray al peperoncino e chiede a Freddie di aiutarlo nelle sue attività quotidiane.

## Finte scuse
- Titolo originale: iFauxpologize
- Diretto da: Jean Sagal
- Scritto da: Nasser Samara

### Trama
Mentre Spencer crea arte per una mostra imminente, la foto di Carly in cui sembra disgustata dopo aver mangiato una polpetta diventa virale e viene inavvertitamente vista come una critica alle opere d'arte di Spencer. Carly cerca di mostrargli il suo sostegno partecipando alla mostra, solo che lui lo usa per calunniarla. Nel frattempo, nel tentativo di competere con Carly, Millicent scopre accidentalmente un vecchio post di Freddie in cui diceva di non aver mai voluto figli, e procede a ricattarlo per questo.

## L'abito perfetto
- Titolo originale: iGot Your Back
- Diretto da: Phill Lewis
- Scritto da: Danny Fernandez

### Trama
Per incoraggiare Carly a partecipare a un evento sul red-carpet senza il suo ex fidanzato, Harper si offre come stilista per la serata. Tuttavia, Carly e Harper iniziano a chiedersi quanto si conoscono bene quando scoprono di non essere d'accordo su cosa indosserà Carly. Nel frattempo, Spencer organizza inconsapevolmente un appuntamento con Freddie con una prostituta (pensando che sia una lavoratrice) e deve pagare le sue costose tasse quando Freddie decide di uscire con lei.

## La sposa robot
- Titolo originale: iRobot Wedding
- Diretto da: Anthony Rich
- Scritto da: Kate Stayman-London

### Trama
Carly e i suoi amici sono invitati al matrimonio a tema robot di Nevel Papperman, ma Carly non si fida di Nevel e sospetta che la sua fidanzata sia un robot che ha costruito per farla ingelosire. Nel frattempo, Harper e Spencer fanno una scommessa per vedere chi può ottenere il maggior numero di numeri di telefono dagli invitati al matrimonio, e Millicent cerca di impedire a Freddie di flirtare con una donna alla cena di prova del matrimonio, pensando che Freddie si stesse preparando per una nuova relazione.

## La maledizione
- Titolo originale: i'M Cursed
- Diretto da: Anthony Rich
- Scritto da: Clay Lapari

### Trama
Avendo creduto a lungo che il suo compleanno fosse maledetto, Carly trascorre sempre quel giorno a casa da sola per precauzione. Quando il preside Franklin consegna le lettere che una volta Carly e Freddie hanno scritto ai loro sé del futuro, Carly decide di correre più rischi, mentre Freddie tenta di riconquistare la sua giovinezza perduta. Spencer organizza una festa a sorpresa per il 27º compleanno di Carly, mentre Harper rimane sbalordita quando incontra il suo idolo.

## Mi serve spazio
- Titolo originale: iNeed Space
- Diretto da: Anthony Rich
- Scritto da: Franchesca Ramsey

### Trama
Dopo che Harper e Carly litigano per lavorare nello stesso appartamento, la nuova fidanzata di Spencer, Argenthina, presenta loro la sua azienda LeapIn, che fornisce spazi di lavoro condivisi per le donne. Sospettosa di questo ambiente settario, Carly è inorridita nello scoprire che Argenthina sta spiando i membri di LeapIn per poi vendere i loro dati a scopo di lucro. Nel frattempo, Millicent si unisce alle Sunshine Girls, ma trasforma gli altri bambini in lavoratori per la sua impresa per fare soldi.

## Il ritorno di Gwen
- Titolo originale: iLove Gwen
- Diretto da: Morenike Joela Evans
- Scritto da: Korama Danquah

### Trama
Quando Gwen, l'ex moglie di Freddie, va a prendere Millicent, Carly crede che Freddie e Gwen stiano tornando insieme. Quindi, lei e Millicent si alleano per farlo accadere durante la commedia di Millicent di Romeo e Giulietta. Nel frattempo, Spencer e Harper competono nella commedia per un premio. Spencer deve creare un set per la scenografia, mentre Harper deve creare i costumi per i personaggi.

## Sabbia negli occhi
- Titolo originale: iMLM
- Diretto da: Anthony Rich
- Scritto da: Esther Povitsky

### Trama
Carly si riunisce con Griffin che le presenta un'opportunità di vendita che si rivela essere uno schema di marketing multilivello. Dopo che Carly coinvolge Freddie, lascia il lavoro per diventare un venditore a tempo pieno. Nel frattempo, Harper ha difficoltà con il suo lavoro alla Skybucks e decide di smettere per concentrarsi sulla sua carriera nella moda.

## Viaggio tra ragazze
- Titolo originale: iTake a Girls' Trip
- Diretto da: Morenike Joela Evans
- Scritto da: Sarah Jane Cunningham & Suzie V. Freeman

### Trama
Carly organizza un viaggio per ragazze con gli amici Harper e Brooke, ma annullano all'ultimo minuto, lasciandola a fare il viaggio con Freddie. I due finiscono in situazioni imbarazzanti nella suite luna di miele dell'hotel, soprattutto dopo che Brooke si presenta e propone un rapporto a tre. Nel frattempo, Spencer si innamora della cugina di Harper, Maeve, che è stata rapita e ha trascorso quattro anni in mare.

## Auto-riparazioni
- Titolo originale: iCan Fix it Myself
- Diretto da: Nathan Kress
- Scritto da: Jordan Mitchell

### Trama
Piuttosto che pagare per costose riparazioni auto, Carly cerca di riparare la sua auto da sola, con risultati disastrosi. Nel frattempo, Maeve dice a Spencer di aver simulato il proprio rapimento, e i due cercano di capire come possono dare la notizia ad Harper, mentre Harper diventa la stilista personale di un'eccentrica cantante pop di nome Double Dutch.

## Cena con la nonna
- Titolo originale: iThrow a Flawless Dinner Party
- Diretto da: Phill Lewis
- Scritto da: Jacques Mouledoux

### Trama
Freddie programma un'app per aiutare Carly a cucinare la cena per il suo nuovo fidanzato Wes e sua nonna, a cui non piace Carly. Nel frattempo, Harper si occupa di problemi di lavoro con Double Dutch, e Spencer e Maeve decidono di porre fine alla loro relazione.

## Il nuovo Webicon
- Titolo originale: iReturn to Webicon
- Diretto da: Phill Lewis
- Scritto da: Ali Schouten

### Trama
Carly e i suoi amici si dirigono su un'isola appartata per celebrare il premio alla carriera di Carly a Webicon, solo per scoprire che non hanno alloggi e che l'unica altra persona è l'ex fidanzato di Carly, Beau. Mentre sono sull'isola, Millicent e Spencer aiutano un depresso Freddie a proporre una nuova idea di start-up a Beau, e Harper e Dutch ammettono i loro sentimenti romantici l'una per l'altra. Wes e Beau confessano i loro sentimenti a Carly, ma un elicottero li salva dall'isola prima che lei riveli con chi ha scelto di stare.